# Michel Oreste
Michel Oreste Lafontant (* 8. April 1859 in Jacmel; † 28. Oktober 1918 in New York City) war ein haitianischer Politiker und Präsident von Haiti.

## Biografie
Nach der Schulausbildung und einem Studium war er als Rechtsanwalt und Lehrer tätig. Seine politische Laufbahn begann er als Senator.
Zwei Tage nach dem Tod von Tancrède Auguste wurde er durch die Verfassunggebende Versammlung am 5. Mai 1913 zum Präsidenten von Haiti für eine siebenjährige Amtszeit gewählt und am 12. Mai 1913 offiziell vereidigt.
Im Januar 1914 brach in La Plain du Cul de Sac eine Revolution gegen ihn aus, die von den Brüdern Charles Zamor und Oreste Zamor, Generälen des deutschfreundlichen ehemaligen Präsidenten Cincinnatus Leconte, getragen wurde. Die Brüder, die beste Beziehungen zum dominikanischen General Desíderio Arías unterhielten und von diesem Waffen bezogen, besetzten das Zollhaus von Cap-Haïtien, was dazu führte, dass die Nationalbank (Banque Nationale), die die Finanzen des Staates verwaltete, die Vereinigten Staaten aufforderte, ihre Anteilseigner zu schützen. Roger L. Farnham von der National City Bank New York, der nicht nur Vizepräsident der Nationalbank und Präsident der Haitianischen Eisenbahngesellschaft (Compagnie Nationale des Chemins de Fer d‘Haiti), sondern auch Freund des Leiters der Abteilung für Lateinamerika im State Department, Boaz Walton Long, war, besuchte am 22. Januar 1914 den US-Außenminister William Jennings Bryan in Washington, D.C., um der Forderung nach Schutz der Rechte und Investitionen der Anteilseigner der Banque Nationale Nachdruck zu verleihen. Doch alle Bemühungen der New Yorker Finanzkreise, den ihnen gewogenen Michel Oreste im Amt zu halten, waren vergebens.
Am 27. Januar 1914 trat er daher zurück und begab sich zunächst auf das deutsche Schulschiff Vineta in Asyl und wurde später von dem Hapag-Passagierdampfer Prinz Eitel Friedrich ins Exil nach Kolumbien gebracht. Während einer Schifffahrt in die Vereinigten Staaten verstarb er knapp viereinhalb Jahre später in New York City an Urämie.
Nachfolger wurde zunächst ein Komitees des öffentlichen Wohls (Comité de Salut Public) unter dem Vorsitz von Edmond Polynice, ehe am 8. Februar 1914 Oreste Zamor neuer Präsident wurde.